# Exochus convergens
Exochus convergens là một loài tò vò trong họ Ichneumonidae.